# Josefina Vicens
Josefina Vicens (Tabasco, 23 de noviembre de 1911 - Ciudad de México, 22 de noviembre de 1988), conocida también por sus seudónimos Pepe Faroles, José García y Diógenes García, fue una novelista, periodista, guionista de cine y feminista mexicana. Aunque algunos estudios vinculan a la autora con La Generación del Medio Siglo debido a sus años de producción, se le considera una escritora inclasificable.

## Biografía

### Primeros años
Hija de Sensitiva Maldonado Pardo, maestra tabasqueña, y de José Vicens Ferrer, comerciante español originario de las Islas Baleares, Josefina Vicens nació en Villahermosa (Tabasco) el 23 de noviembre de 1911. De su familia materna heredó el hábito de la lectura; su abuelo materno, Constantino Maldonado, incluso llegó a publicar. Por otra parte, atribuyó su taurofilia a una herencia proveniente de su abuelo paterno, a pesar de no tener contacto con su familia paterna sino muchos años después, cuando acompañó a José Vicens a recorrer España en 1947. Josefina fue la segunda de "5" hijas, menor que su hermana Lourdes y mayor que sus hermanas Amelia, Isabel y Gloria. En 1917, a la edad de seis años, se desplazó junto con su familia a la Ciudad de México, donde concretó sus estudios y sus primeros trabajos.

### Juventud y formación
Josefina Vicens solamente acabó sus estudios de primaria para, posteriormente, estudiar una carrera comercial de dos años de duración que ella concluyó en uno solo. A pesar de que Vicens considerase no tener cultura académica, no sólo tuvo acceso a los libros en su ámbito familiar; también tuvo una gran voluntad autodidacta para aprender de su experiencia vital y establecer diversos vínculos con la cultura y con la lectura:
Tiempo después fui a clases universitarias, de oyente: a las de Edmundo O'Gorman (filosofía de la historia), a las de Sergio Fernández (literatura)... Mi cultura se concreta a lo que he leído, a lo que he observado, a lo que he vivido. Yo me considero una persona culta, pero por la vida, por lo que he leído. En la vida aprende uno mucho y hay diferentes accesos a la cultura, por lo académico o por lo vital, lo que a uno le va enseñando la vida.
Frente a la necesidad de independencia, consiguió su primer trabajo antes de los quince años como secretaria en las oficinas de Transportes México-Puebla. A partir de este primer empleo, Vincens se desplazó muy pronto hacia los cargos públicos. De este modo,  se adentró en el mundo laboral a mediados de 1920, como muchas mujeres; en esta década, consolidaron un papel importante en los trabajos productivos, movidas por la necesidad económica pero también por una búsqueda de independencia. Este ingreso al mundo laboral también abrió las puertas a las mujeres en el ámbito sindical; sin embargo, su participación siguió siendo muy limitada, y sus demandas empezaron a tener aprobación y fuerza hasta la entrada de Lázaro Cárdenas al poder, entre 1934 y 1940.

### Activismo y cargos públicos
A muy temprana edad, después de cumplir los quince años, Vicens comenzó a trabajar como secretaria del primer jefe del Departamento Agrario, Ángel Posada; allí, se ganó el apodo de “La Peque”. Este puesto le permitió conocer la situación campesina y tener una conexión con ella. Posteriormente,  entró en contacto con la Confederación Nacional Campesina, en la cual desempeñó el cargo de Secretaria de Acción Femenil (SAF), desde la que luego se crearon las Ligas Femeniles. Además de esta experiencia, también fue secretaria del director del Hospital General La Castañeda, el doctor Alfonso Millán; sin embargo, a pesar de su interés por muchos de los pacientes, no pudo soportar muchos casos y no duró más de un año. Posteriormente, adquirió mayor experiencia política trabajando  en la Cámara de Senadores como secretaria de León García.
En el ámbito del activismo sindical mexicano, perteneció a la Secretaría de Acción Femenil de la Federación de Trabajadores al Servicio del Estado (FSTSE), junto a Gloria Barrera, Estela Jiménez Esponda, María del Refugio García y Francisca Zárate; en conjunto, demandaron la igualdad de condiciones en el ámbito laboral, civil y político para las mujeres, así como la misma condición de oportunidades que los hombres.
En 1946, ingresó como secretaria taquimecanógrafa al Sindicato de Trabajadores de la Producción Cinematográfica (STPC), donde ocupó un empleo administrativo, como secretaria del Oficial Mayor; años más tarde, ella misma desempeñaría este cargo. También se integró como miembro de la Sección de Autores, donde empezaría a escribir sus primeros guiones, tanto por voluntad como por encargo.
En el Sindicato de Trabajadores de la Producción Cinematográfica, conocería a quienes se convertirían en amigos cercanos, como la continuista y después realizadora Matilde Landeta y, tiempo después, a Julio Alejandro, a José “El Perro” Estrada y a Gonzalo Martínez Ortega. También fue presidenta, entre 1970 y 1976, de la Comisión de Premiación de la Academia Mexicana de Artes y Ciencias Cinematográficas. Además, fue vicepresidenta de la Sociedad Nacional de Escritores de México (1987-1988).

### Trayectoria periodística: columnas y crónicas
Josefina Vicens fue cronista de toros bajo el seudónimo de Pepe Faroles para la revista Sol y Sombra; posteriormente, elaboró junto con el dibujante Alfredo Valdez un periódico llamado Torerías  que ella dirigía y cuya producción también corría por su cuenta , a partir de reseñas, entrevistas y más.
Escribió artículos de opinión acerca de política, firmados con el seudónimo de Diógenes García, en una revista de Carlos Álvarez Rull, donde hacía una crítica a la sociedad después de la Revolución.  Además del uso recurrente de seudónimos, Josefina Vicens firmó con su propio nombre en artículos sobre cine y podía suceder que sus diferentes firmas coincidieran en una misma publicación.

### Cinematografía
Una vez miembro de la Sección de Autores, su primera intervención en el guion cinematográfico fue en 1948, para la película Aviso de ocasión; no llegó a filmarse, pero despertó el interés de Gabriel Figueroa, quien la animó a que perseverara en la escritura cinematográfica. No sería sino hasta 1954 cuando su nombre aparecería entre los argumentistas de un filme del entonces ya veterano director, Chano Urueta con La rival, el primer guion de Josefina Vicens que fue llevado a la pantalla.  Este sería el inicio de muchos otros títulos que, en ocasiones, no irían más allá de la fase de preproducción.
Obtuvo el Premio Ariel dos veces gracias a dos guiones: Renuncia por motivos de salud (1975) y Los perros de Dios (1979), por este último también ganó un reconocimiento de la Sociedad General de Escritores de México, la Diosa de Plata y El Heraldo. Muy crítica consigo misma, de todo su trabajo en el cine solo rescataba tres textos: los ya mencionados y el de la exitosa película Las señoritas Vivanco (Mauricio de la Serna, 1959), cuya anécdota surgió de la colaboración hecha por otros dos sobresalientes escritores, Elena Garro y Juan de la Cabada.
Frente a esta exigencia crítica con su trabajo, Vicens anunció haber escrito más de noventa guiones en toda su vida y estos representaron su mayor fuente de sustento y de reconocimiento; sin embargo, para ella el trabajo colectivo que implicaba la realización de sus guiones nunca fue tan satisfactorio como el trabajo y reto individual que implicaba sus novelas, por eso mismo, nunca quiso denominarse "guionista" y prefería considerarse "escritora".

### Trayectoria literaria
Josefina Vicens desarrolló su escritura a partir de la década de los cincuenta, década en la que la Ciudad de México se configuraba como el centro de la modernidad en el país y como punto de reunión para intelectuales y artistas.Tanto los estudios como las influencias de la época eran muy diversos: los poetas malditos, el surrealismo, el existencialismo francés, la filosofía de Nietzsche, etcétera. En la narrativa, se perfilaron autores como Rosario Castellanos, Juan Rulfo y Juan José Arreola. En diversos estudios se considera que fue por su matrimonio y su sólida amistad con José Ferrell, político, periodista y traductor de autores como Rimbaud y Gide, que Josefina Vicens tuvo contacto con el grupo de los Contemporáneos, pues era amigo de Xavier Villaurrutia, Salvador Novo y Elías Nandino. Sin embargo, la autora forjó amistades con no pocos artistas, como los pintores Pedro Coronel, Juan Soriano, José Luis Cuevas y Antonio Peláez, así como con los escritores Sergio Fernández, Pita Amor, Edmundo Valadés, Octavio Paz y Juan Rulfo. Esta interacción con renombrados artistas se vincula también a sus visitas al café París, que era un espacio común de reunión para muchos artistas de la época, así como por su participación en múltiples reuniones.

#### Novelas
El libro vacío
El reconocimiento de Vicens como escritora siempre estuvo ligado a su labor cinematográfica; sin embargo, sus dos novelas le consolidaron un lugar indiscutible en la narrativa mexicana contemporánea. En 1958, recibió el Premio Xavier Villaurrutia por su primera novela, titulada El libro vacío, publicada ese mismo año, Las primeras lecturas de El libro vacío (1958), relacionaron el libro con el existencialismo ateo francés, pues se publicó en la época en la que estaba en boga la literatura existencialista en su país. Lo que llamó su atención fueron diversos ejes temáticos, como el ser mexicano o el papel de la mujer; algunos autores afirman que en su obra se presentan mujeres según el prototipo de la época: abnegada pasiva, dependiente del hombre y sin un desarrollo profesional. Sin embargo, otra perspectiva es que la esposa de José García no sólo representa sabiduría, fortaleza y estabilidad: además de ser quien toma las decisiones importantes en la familia, es también una figura que no está peleada con su medio.  Y la novela va más allá; en palabras de la autora, El libro vacío aborda el problema de escribir y el de no escribir, es una escritura sobre la escritura misma, donde la narración crítica se impone y subordina la anécdota.
Los años falsos
Los años falsos (1982) fue su segunda novela, con más de veinte años de diferencia; recibió el Premio Juchimán de Plata, entonces entregado por la Asociación Civil Juchimanes de Plata. Al igual que El libro vacío, esta novela aborda la búsqueda de identidad de su protagonista, que se debate entre la imposibilidad de realización y el deseo; se centra en una preocupación obsesiva por la muerte; el protagonista, Luis Alfonso, se encuentra en la situación de heredar la vida y la identidad de su padre, al perderlo a partir de su muerte. El machismo y la moral inscritos en una sociedad patriarcal son un eje importante a lo largo de la novela.
Los años falsos tuvo una recepción débil y, en comparación con su predecesora, se consideró un éxito menor, pues no provocó ningún interés crítico entre sus contemporáneos, y la atención puesta en ella fue muy breve; es probable que los 24 años de diferencia con El libro vacío hayan influido; por otro lado, El libro vacío contó con un enorme entusiasmo crítico que la incluyó tanto en antologías críticas como literarias, así como un fuerte interés periodístico, sobre todo después de recibir el Premio Xavier Villaurrutia; también contó con la carta prefacio de Octavio Paz, con la traducción al francés por parte de Dominique Eluard y Alaíde Foppa y con el elogio de múltiples autores de renombre, como Valadés y Elena Poniatowska.
Sin embargo, se considera que tanto El libro vacío como Los años falsos nunca han tenido la recepción adecuada, lo que ha sido motivado, en buena medida, por lo inclasificable de la autora en los diversos grupos literarios de su época y por la dificultad de trazar claramente una genealogía que motive ambas novelas. La imposibilidad de afiliar a la obra y a la autora ha contribuido a su olvido. Incluso El libro vacío fue olvidado unos años después de su consagración, lo que se reflejó en la falta de estudios críticos hasta los años ochenta, así como en el hecho de que no se reeditó sino hasta 1978. Sin embargo, cuando regresó el interés por la novela fue con otros enfoques críticos de gran relevancia, como el del lenguaje y la escritura misma. De manera bastante similar, el interés por Los años falsos es muy reciente, pero a pesar de su reducida divulgación, la novela también ha contribuido a forjarle un lugar sólido a Josefina Vicens en la narrativa mexicana.

## Obra

### Guiones cinematográficos

#### Lista parcial de guiones filmados
- La rival, 1954, guion adaptado; dirigida por Chano Urueta.
- Pensión de artistas, 1956, argumento y guion adaptado junto con Edmundo Báez; dirigida por Adolfo Fernández Bustamante.
- Amor se dice cantando, 1957,  argumento junto con María Luisa Algarra; dirigida por Miguel Morayta.
- Las señoritas Vivanco, 1959, guion original sobre una historia de Elena Garro, Juan de la Cabada y Mauricio de la Serna; dirigida por Mauricio de la Serna.
- Un chico valiente, argumento y guion adaptado; dirigido por Mauricio de la Serna.
- El proceso de las señoritas Vivanco, 1959, argumento y guion adaptado; dirigido por Mauricio de la Serna.
- Rumbo a Brasilia, 1960, argumento y guion adaptado; dirigida por Mauricio de la Serna (coproducción México-Brasil).
- Pecado de juventud, 1961, guion adaptado basada en la pieza Atentado al pudor, de Carlos Prieto Argüelles; dirigido por Mauricio de la Serna.
- Atrás de las nubes, 1961, guion adaptado con Gilberto Gazcón; dirigida por Gilberto Gazcón.
- Los novios de mis hijas, 1964, argumento y guion adaptado; dirigida por Alfredo B. Crevenna.
- Una mujer sin precio, 1965, guion adaptado sobre la novela La bien pagada, de José María Carretero; dirigida por Alfredo B. Crevenna.
- Seguiré tus pasos, 1966, guion adaptado; dirigida por Alfredo B. Crevenna.
- El día de las madres, 1969, guion adaptado; dirigida por Alfredo B. Crevenna.
- Los problemas de mamá, 1970, guion adaptado; dirigida por Alfredo B. Crevenna.
- Vuelo 701, 1971, guion adaptado; dirigido por Raul de Anda hijo.
- El juicio de los hijos, 1971, guion original; dirigida por Alfredo B. Crevenna.
- Los perros de Dios, 1973, guion original; dirigida por Francisco del Villar.
- Renuncia por motivos de salud, 1975, guion original con Fernanda Villeli; dirigida por Rafael Baledón.
- El testamento, 1981, guion original; dirigida por Gonzalo Martínez Ortega.[7][6][23]

#### Lista parcial de guiones no filmados
- Aviso de ocasión, 1948.
- Las Vivanco en el convento, 1960.
- Una historia original, 1967, colaboración con Dolores P. Feliú
- La estudiante, (s/a).
- La llave (s/a) .
- Debería haber obispas (s/a).
- El ahorcado, 1983.[7][6][23]

### Guiones teatrales[24]
- Un gran amor, en Cuadernos de Bellas Artes, febrero de 1962.

### Novelas[24][6]
- El libro vacío, Compañía General de Ediciones, 1958, 228 páginas.
- Los años falsos, Casillas, 1982, 101 páginas.

### Cuentos[24]
- "Petrita", en la revista La brújula, enero de 1984.

## Premios[5][7]
| Predecesor: Octavio Paz | Premio Xavier Villaurrutia 1958 | Sucesor: Marco Antonio Montes de Oca |

- Premio Ariel - Renuncia por motivos de salud (1975)
- Premio Ariel - Los perros de Dios (1979)
- Premio Juchimán de Plata - Los años falsos (1982)